# Helen Fisher
Helen Elizabeth Fisher (Manhattan, Nueva York, 31 de mayo de 1945-El Bronx, Nueva York, 17 de agosto de 2024) fue una antropóloga y bióloga estadounidense. 

## Biografía
Investigadora del comportamiento humano en la Universidad Rutgers, estudió el amor romántico desde un punto de vista científico durante aproximadamente treinta años. Antes de convertirse en profesora e investigadora de la Universidad Rutgers, fue asociada de investigación en el Museo Americano de Historia Natural, en Nueva York.
La doctora Fisher fue una de las figuras más reconocidas en la biología del amor y la atracción. Fue la erudita más referenciada en la comunidad investigadora sobre el tema del amor. En 2005 fue contratada por match.com para que ayudase a construir chemistry.com, sitio web que usó sus investigaciones y experiencia para crear sistemas de emparejamiento basados tanto en las hormonas como en la personalidad. Fue uno de los principales expositores en las conferencias anuales de TED de 2006 y 2008.
El 30 de enero de 2009 apareció en el programa especial de 20/20 de ABC News Why Him? Why Her? («¿Por qué él? ¿Por qué ella?»), donde discutió sus más recientes investigaciones sobre la química cerebral y el amor romántico.

## Investigaciones

### 2004
En su libro Why we love: The nature and chemistry of romantic love (Por qué amamos: Naturaleza y química del amor romántico), Fisher propuso la teoría de que la humanidad había desarrollado tres sistemas cerebrales principales para el apareamiento y la reproducción:
1. Lujuria: impulso sexual o libido.
2. Atracción sexual selectiva: amor romántico intenso de la etapa inicial de la relación.
3. Apego: sentimientos profundos de unión con un compañero a largo plazo.

El amor puede comenzar con cualquiera de estos sentimientos, según mantiene Fisher. Algunas personas tienen relaciones sexuales con una persona nueva y posteriormente se enamoran. Algunos se enamoran primero, y luego tienen relaciones. Otros comienzan con un sentimiento profundo de apego, que se transforma en amor romántico y en impulso sexual. Pero el impulso sexual evolucionó hasta permitir el apareamiento únicamente con un grupo de compañeros; el amor romántico evolucionó de tal forma que permite enfocar la energía del apareamiento sobre un solo compañero cada vez; y el apego evolucionó hasta permitirnos formar un vínculo de pareja y criar juntos a los hijos como un equipo.
Fisher discute muchos de los sentimientos del amor romántico intenso, y dice que comienza a medida que la persona amada adquiere un «significado especial». Entonces se focaliza intensamente sobre ella. La gente puede enumerar las cosas que no le gustan de su novio o novia, pero las aparta de su mente y se concentra en lo que adoran. Una intensa energía, euforia, cambios de ánimo, dependencia emocional, ansiedad ante la separación, actitud posesiva, y reacciones físicas que incluyen fuertes latidos del corazón, respiración acortada y ansia, según afirma la antropóloga, son elementos centrales de este sentimiento. Pero el más importante es el pensamiento obsesivo. Según sus propias palabras, «alguien acampa en tu cabeza».
Fisher y sus colegas han pasado a 49 hombres y mujeres por un escáner cerebral para estudiar las conexiones cerebrales del amor romántico: 17 que acababan de enamorarse locamente, 15 que acababan de romper la relación, y 17 que afirmaban estar aún enamorados después de 21 años de matrimonio.
Una de las ideas centrales de la investigadora es que el amor romántico es un impulso más fuerte que el sexual. Según sus palabras, «después de todo, si casualmente le pides a alguien que se vaya contigo a la cama y te rechaza, no entras en una depresión ni te suicidas o cometes un homicidio —pero en todo el mundo la gente sufre terriblemente tras el rechazo en una relación romántica».
También sostiene que ciertos antidepresivos pueden disminuir los sentimientos de amor romántico y apego (también disminuyen el impulso sexual).
Tanto los hombres como las mujeres usan el atractivo físico como una medida de cómo de 'buena' es una persona. Según imágenes del cerebro por resonancia magnética funcional publicadas en 2004, en las etapas tempranas de enamoramiento intenso se apreciaban claras diferencias entre el cerebro del hombre y la mujer. Los hombres, en promedio, tendían a mostrar más actividad en dos regiones del cerebro: una asociada con la integración de estímulos visuales, y la segunda relacionada con la erección del pene. Por su parte, las mujeres exhibían un aumento de actividad en varias regiones del cerebro asociadas con la evocación de la memoria o rememoración. Fisher especuló que la fuente evolutiva de tal fenómeno se encontraría en la necesidad de las mujeres de identificar a los hombres cuyo comportamiento a lo largo del tiempo les sugería que podrían ayudarla a criar a la prole.

### 2006
En 2006, sus investigaciones con imágenes por resonancia magnética, que mostraban que el área tegmental ventral y el núcleo caudado se volvían activos cuando la gente estaba locamente enamorada, apareció en el artículo “Love - the Chemical Reaction”, mostrado en la portada del ejemplar de febrero de la revista National Geographic.

## Cuatro tipos de personalidad
Fisher distingue cuatro tipos de personalidad, cada uno de los cuales ella asocia con una sustancia química del organismo.
El término platónico correspondiente —ya que Fisher identificó sus propios tipos— y el correspondiente temperamento de Keirsey resultante (según la especulación de algunos lectores, no de la propia Fisher) puede verse entre paréntesis. No obstante, el sistema de Fisher permite 12 combinaciones, y no 16 como Keirsey, lo cual implica que no puede existir una correspondencia perfecta entre ambos:
- explorador (artístico, temperamento artesano, amarillo) - dopamina
- negociador (intuitivo, temperamento idealista, verde) - estrógeno
- director (razonador, temperamento racional, rojo) - testosterona
- constructor (sensato, temperamento protector, azul) - serotonina